# Georg von Wagner (General, 1852)

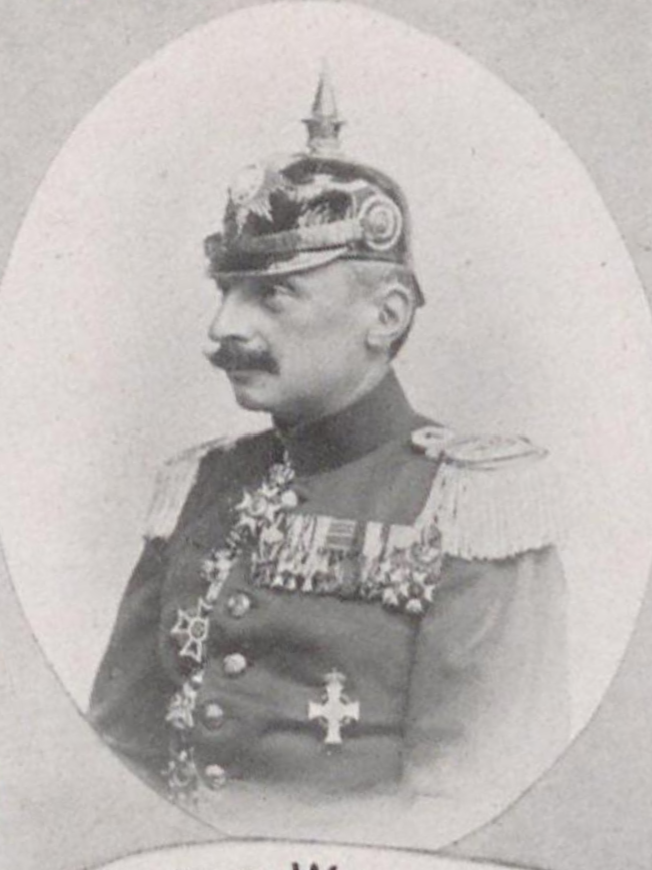
Georg von Wagner

Georg Freiherr von Wagner (* 9. November 1852 in Leipzig; † 25. November 1905) war ein sächsischer Generalmajor und Chef des Generalstabes.

## Leben

### Herkunft
Wagner entstammte einer sächsischen Beamten- und Juristenfamilie, die mit seinem Großvater Thomas von Wagner (1759–1817) am 22. August 1812 in den erblichen königlich sächsischen Freiherrnstand erhoben wurde. Er war der Sohn des gleichnamigen sächsischen Generalmajors Georg von Wagner (1810–1888) und dessen Ehefrau Mathilde, geborene Becker (1815–1879).

### Karriere
Wagner besuchte zunächst die Erziehungsanstalt von Christian Friedrich Krause und das Kadettenhaus in Dresden. Mit der Mobilmachung anlässlich des Krieges gegen Frankreich wurde er am 17. Juli 1870 als charakterisierter Fähnrich dem Schützen-(Füsilier-)Regiment Nr. 108 der Sächsischen Armee überwiesen und avancierte Ende des Monats zum Sekondeleutnant. Als Adjutant des I. Bataillons nahm Wagner an den Kämpfen bei Gravelotte, Verdun, Beaumont, Sedan sowie der Einschließung und Belagerung von Paris teil. Für sein Wirken erhielt er das Eiserne Kreuz II. Klasse
Nach Kriegsende avancierte Wagner Ende Juli 1875 zum Premierleutnant und war ab Oktober 1875 für drei Jahre zur weiteren Ausbildung an die Preußische Kriegsakademie kommandiert. Daran schloss sich ein Kommando zum Großen Generalstab der Preußischen Armee an. Ab 1. April 1881 diente er als Adjutant der 2. Infanterie-Brigade Nr. 46 und stieg im Ende Oktober zum Hauptmann auf. Mit der Ernennung zum Kompaniechef im 1. Jäger-Bataillon Nr. 12 trat Wagner am 20. September 1884 in den Truppendienst zurück. Ab dem 21. Mai 1886 war er persönlicher Adjutant des Prinzen Friedrich August, rückte im September 1891 zum Major auf und wurde am 28. April 1891 unter Belassung in seiner Stellung beim Prinzen zum Generalstab der 3. Division Nr. 32 kommandiert. Mitte September 1891 erfolgte seine Versetzung hierher. Vom 24. März 1893 bis zum 29. März 1895 war Wagner Kommandeur des 1. Jäger-Bataillons Nr. 12. Anschließend wurde er unter Zurückversetzung in den Generalstab dem Generalstab des Generalkommandos des XII. Armee-Korps überwiesen. In dieser Stellung avancierte er Mitte September 1895 zum Oberstleutnant. Unter Stellung à la suite beauftragte man Wagner am 23. März 1898 mit der Führung des 4. Infanterie-Regiments Nr. 103. Kurz darauf erfolgte am 17. April 1898 mit der Beförderung zum Oberst seine Ernennung zum Regimentskommandeur. Am 19. September 1900 wurde er mit seiner bisherigen Uniform zu den Offizieren von der Armee versetzt. Als Chef der Allgemeinen Armee-Abteilung im Kriegsministerium trat Wagner am 23. März 1901 wieder in den aktiven Dienst und wurde zugleich mit der Wahrnehmung der Geschäfte des Inspekteurs der Infanterieschulen beauftragt.
Nachdem Wagner mit Patent vom 6. Juli 1901 zum Generalmajor befördert worden war, erhielt Wagner am 11. September 1903 das Kommando über die 2. Infanterie-Brigade Nr. 46. In gleicher Eigenschaft war er vom 20. September 1904 bis zum 22. November 1905 bei der 1. Infanterie-Brigade Nr. 45 tätig und wurde anschließend zum Chef des Generalstabes der Armee ernannt. Nur zwei Tage nach seiner Ernennung verstarb Wagner plötzlich. Er wurde auf dem Johannisfriedhof in Tolkewitz begraben.

### Familie
Wagner verheiratete sich am 11. August 1891 in Hamburg mit Annemarie (* 1860), verwitwete Reicke, geborene Crasemann. Aus der Ehe ging die Tochter Annemarie (* 1892) und der Sohn Georg (* 1898) hervor.